# Muhammad Hassan (Diplomat)
Muhammad Hassan (* 1963 in Baltistan, Pakistan) ist ein pakistanischer Diplomat.

## Werdegang
1990 trat Hassan in den Auswärtigen Dienst Pakistans ein. Im Außenministerium war er gemeinsamer Sekretär im Büro des Premierministers, Generaldirektor der Abteilung China & SCO, Generaldirektor der Abteilung Ostasien und Pazifik, Direktor des Büros des Staatsministers, Direktor des SAARC und stellvertretender Chef des Protokolls.
Von 1995 bis 1998 war Hassan Zweiter und Dritter Sekretär in der pakistanischen Botschaft in Teheran, von 2001 bis 2004 Erster Sekretär in der Ständigen Vertretung Pakistans bei den Vereinten Nationen in New York und von 2004 bis 2006 politischer Berater in der pakistanischen Botschaft in Abu Dhabi. 2009 wurde er stellvertretender Missionschef in der pakistanischen Botschaft in Peking und wechselte 2011 direkt in die pakistanische Botschaft in Washington, D.C. als Minister. Von August 2018 bis November 2020 war Hassan pakistanischer Botschafter in Tunesien.
Am 5. Februar 2021 übergab Hassan seine Akkreditierung als pakistanischer Botschafter in Indonesien. Zusätzlich übergab er seine Akkreditierung als pakistanischer Botschafter bei den ASEAN am 9. März 2021 und am 11. November, aufgrund der COVID-19-Pandemie virtuell, als pakistanischer Botschafter in Osttimor.

## Sonstiges
Hassan ist mit Ruqia Hassan verheiratet und hat drei Töchter und zwei Söhne.
Er spricht Englisch, Persisch, Urdu und Balti und hat einen Universitätsabschluss in Pakistanistik.